# Żuraw samochodowy
Żuraw samochodowy (samojezdny, samobieżny) – urządzenie dźwigowe na podwoziu samochodu ciężarowego lub specjalnie skonstruowanym podwoziu samojezdnym, używane do prac przeładunkowych i montażowych. Rozróżnia się żurawie samochodowe o napędzie mechanicznym, elektrycznym i hydraulicznym. Jednakże zazwyczaj napędzane są przez silnik spalinowy, używany także do napędu podwozia, gdy pracuje w trybie transportowym.

## Budowa
Żuraw samochodowy składa się z wciągarek i wychylnego wysięgnika osadzonego na obrotowym pomoście (kolumnie), co zapewnia podnoszenie i opuszczanie ciężaru oraz jego przemieszczanie przez obrót pomostu i zmianę wysięgu. Maszyna może pracować w dwóch trybach: transportowym i dźwigowym. W trybie pracy dźwigowej, podwozie, w celu zapewnienia stabilności, jest zwykle podnoszone na wysuwnych podporach (łapach), będących częścią urządzenia.
W tradycyjnych rozwiązaniach wysięgnik miał konstrukcję segmentową i wymagał pracochłonnego i czasochłonnego montażu na miejscu pracy. Nowoczesne żurawie samojezdne posiadają wysięgnik teleskopowy i przystosowanie ich do pracy w trybie dźwigowym jest zautomatyzowane.

W miarę zwiększania wysięgu żurawia zmniejsza się jego udźwig. Żuraw samochodowy może poruszać się z podwieszonym ciężarem.

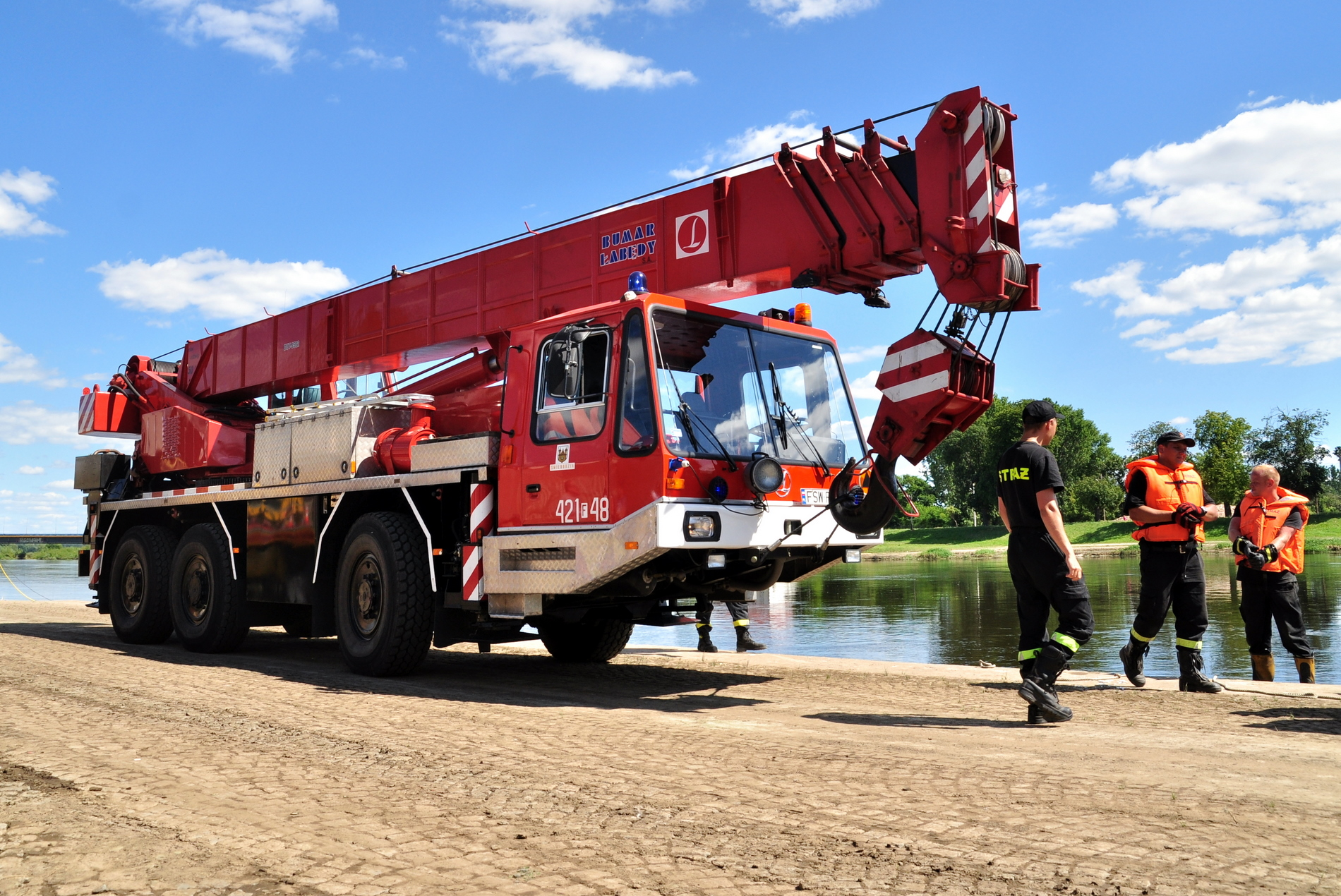
Bumar Łabędy DUT-0502
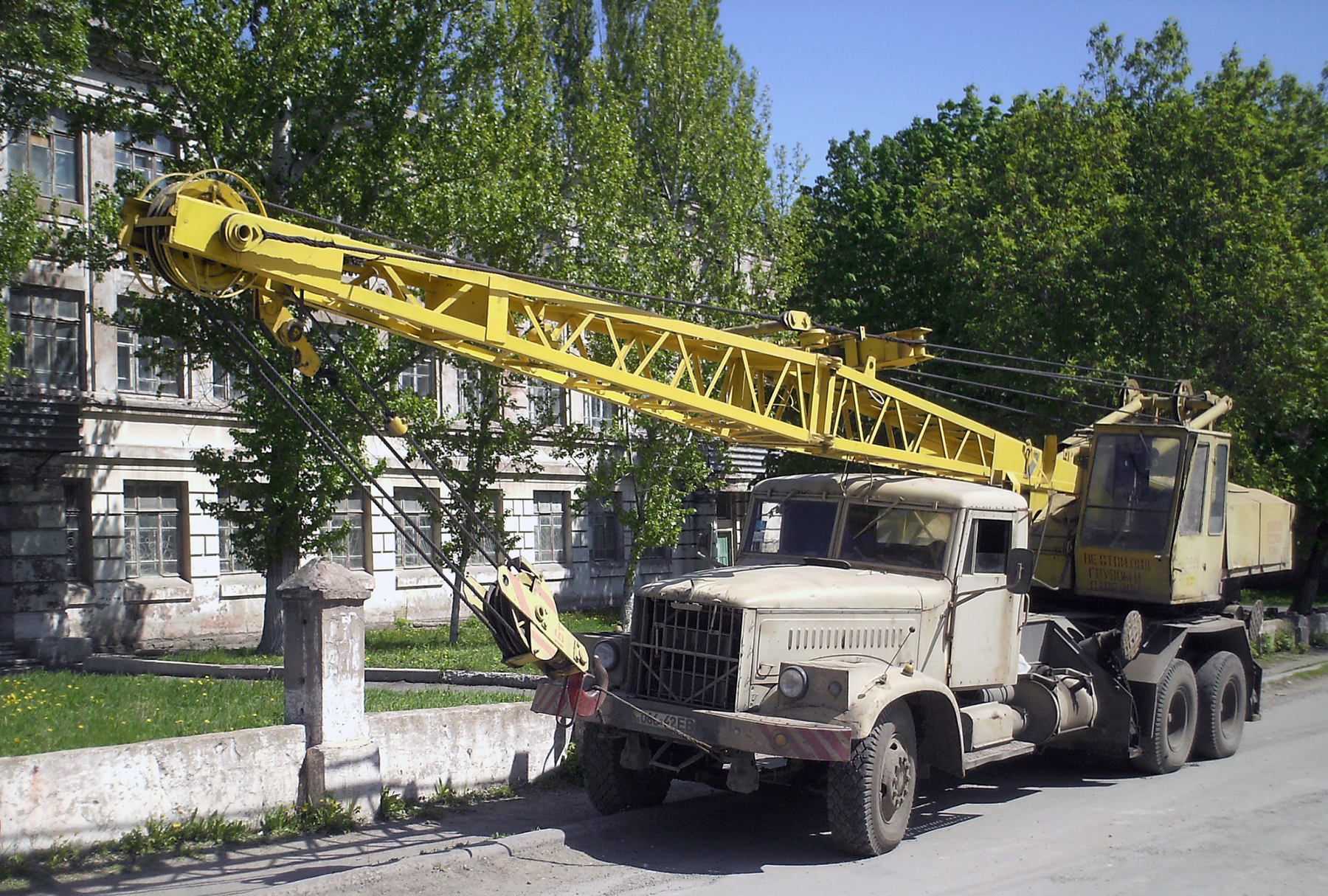
Na podwoziu KrAZa 255
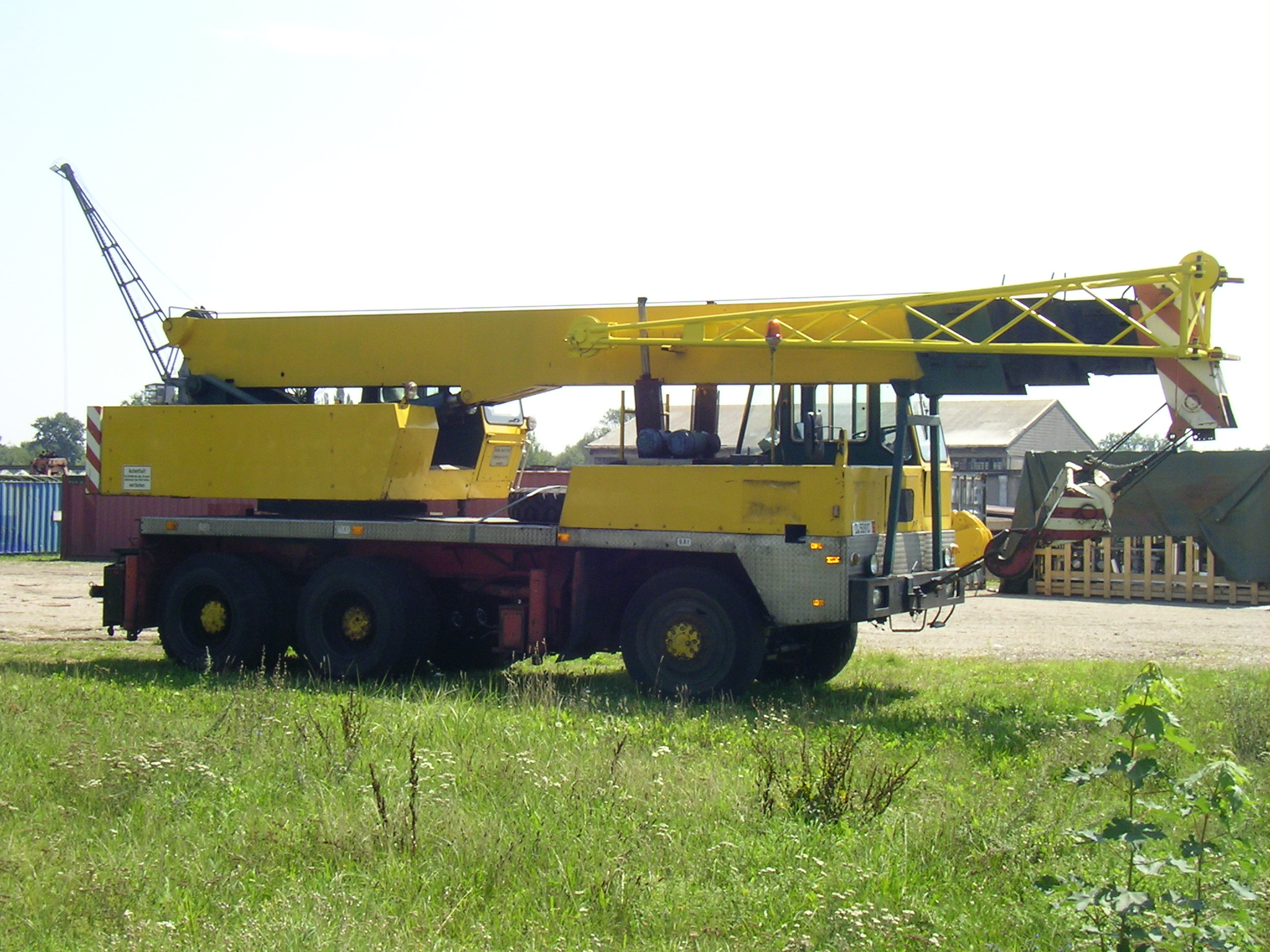
Żuraw samobieżny w pozycji transportowej.
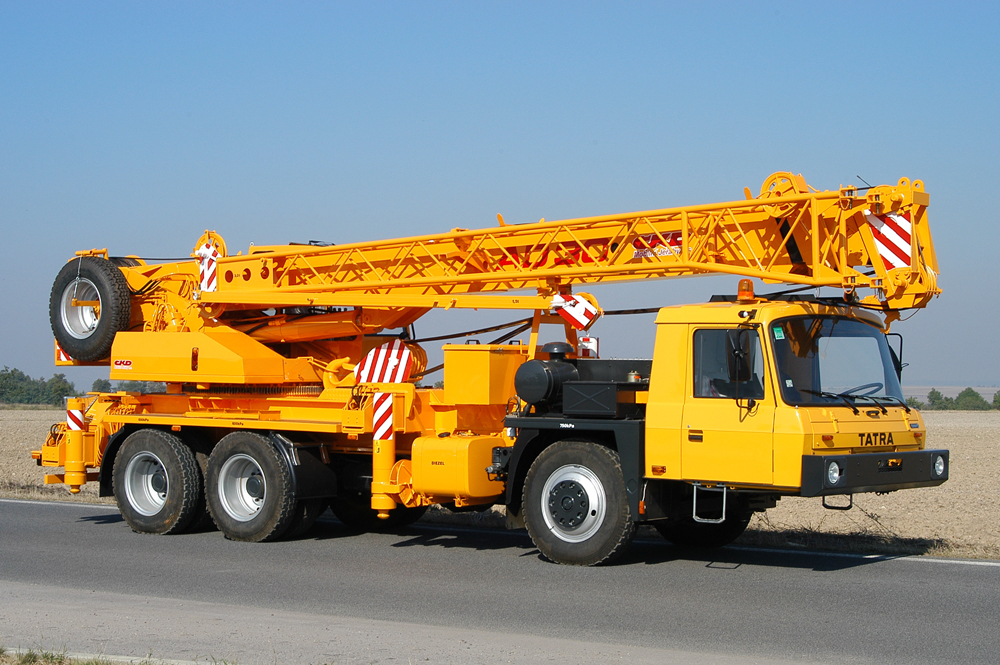
ČKD - AD30